# Митрополит Галицький
Митрополит Галицький — титул православних митрополитів — предстоятелів Галицької митрополії Константинопольської православної церкви у 1302—1332, 1337—1347 і 1371—1401 роках. З 1808 по 2005 роки — титул греко-католицьких митрополитів — предстоятелів Української греко-католицької церкви (Галицької митрополії).

## Православні митрополити Галицькі
Див. також Галицька православна митрополія
Митрополити Галицькі:
- Ніфонт (1302 — 1305)
- Петро Ратенський (1305 — 1326), одночасно і митрополит Київський
- Гавриїл (1326 — 1329)
- Федір (1337 — 1347)

Митрополити Галицькі, Волинські і Литовські:
- Антоній (1370 — 1391)
  - Іван, єпископ Луцький і Белзький (тимчасово керував у 1391 — 1401 роках)
- Михайло (призначений Константинопольським патріархом між 1391 і 1401 роками, однак де-факто не керував митрополією через спротив єпископа Івана)

## Греко-католицькі митрополити Галицькі
Див. також Галицька греко-католицька митрополія
- Антоній Ангелович (1808 — 1814)
- Михайло Левицький (1816 — 1858)
- Григорій Яхимович (1860 — 1863)
- Спиридон Литвинович (1863 — 1869)
- Йосиф Сембратович (1870 — 1882)
- Сильвестр Сембратович (1885 — 1898)
- Юліан Сас Куїловський (1899 — 1900)
- Андрій Шептицький (1900 — 1944)
- Йосип Сліпий (1944 — 1984)
- Мирослав Іван Любачівський (1984 — 2000)
- Любомир Гузар (2000 — 2005)